# مسييه 29

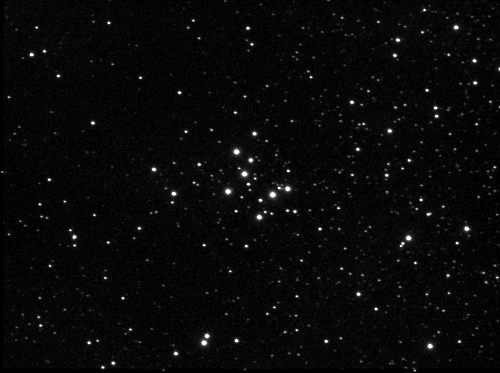

م29 أو مسييه 29 (بالإنجليزية: Messier 29 أو M 29 أو NGC 6913) هو تجمع نجمي مفتوح يوجد في كوكبة الدجاجة. اكتشفه عالم الفلك الفرنسي شارل مسييه عام 1764 وأضافه إلى فهرسه المعروف بفهرس مسييه للسدم والمذنبات. يتكون التجمع من نحو 50 نجما ويمكن رؤية التجمع من الأرض بواسطة نظارة مقربة عادية.

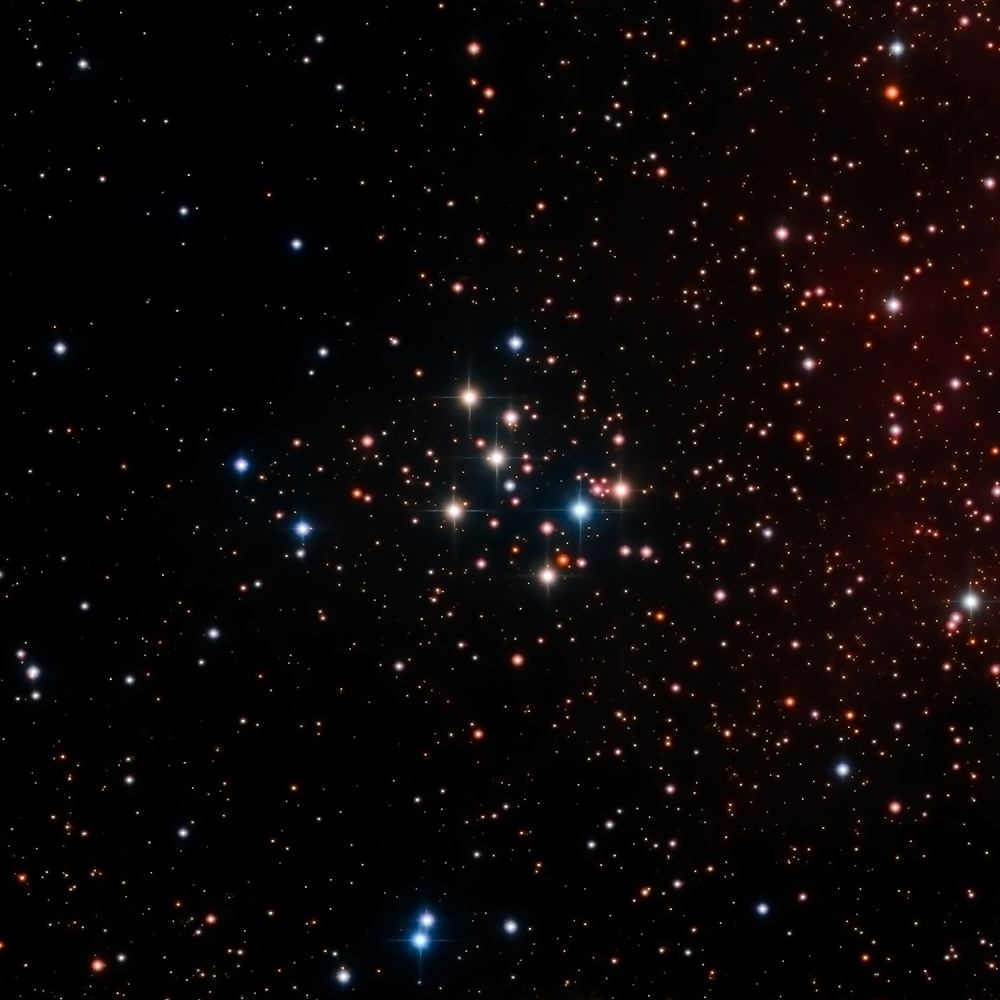
ميسييه 29

يبعد تجمع مسييه 29 عن الأرض نحو 4.000 سنة ضوئية، ويبلغ لمعانه نحو 7.1 قدر ظاهري، كما يبلغ اتساعه في السماء نحو 7 دقائق قوسية. ويقدر عمر التجمع نحو 10 ملايين سنة.

## اقرأ أيضا
- قزم أبيض
- عملاق أحمر
- نجم
- نجم نيوتروني
- مجرة
- الانفجار العظيم
- خط زمني للانفجار العظيم
- ثقب أسود
- نابض
- نجم متغير

متغير سيفيدي

## وصلات خارجية
- موقع الكون في الإنترنت

.
.